# Cité Soleil
Cité Soleil (em crioulo, Site Soley), é uma comuna, uma favela do Haiti, situada no departamento do Oeste e no arrondissement de Port-au-Prince. De acordo com o censo de 2003, sua população total é de 300.000 habitantes.
Em 2008, as tropas brasileiras presentes lá, estiveram na favela. As tropas, após esta última patrulha, se retiraram de Porto Príncipe, e até o presente momento não retornaram.